# 박동량 호성공신교서
박동량 호성공신교서(朴東亮 扈聖功臣敎書)은 대한민국 경기도 성남시 분당구에 있는 조선시대의 교서이다. 2011년 3월 8일 경기도의 유형문화재 제250호로 지정되었다.

## 개요
이 교서는 처음에 발급된 공신교서의 원본은 아니지만 재발급된 교서의 사례가 거의 발견되지 않고 있다는 점에서 조선시대의 문서의 발급, 관리에 대한 연구에 중요한 자료로 가치가 인정된다.

## 같이 보기
- 박동량
- 호성공신

## 참고 자료
- 박동량 호성공신교서 - 국가유산청 국가유산포털